# Krasová
Krasová är en ort i Tjeckien.   Den ligger i regionen Södra Mähren, i den östra delen av landet, 190 km öster om huvudstaden Prag. Krasová ligger 537 meter över havet och antalet invånare är 254.
Terrängen runt Krasová är platt åt nordost, men åt sydväst är den kuperad. Runt Krasová är det ganska tätbefolkat, med 62 invånare per kvadratkilometer. Närmaste större samhälle är Vyškov, 19,1 km sydost om Krasová. Trakten runt Krasová består till största delen av jordbruksmark.